# Henok Mulubrhan
Henok Mulubrhan (Asmara, 11 de novembro de 1999) é um ciclista profissional eritreo que milita nas fileiras do conjunto Green Project-Bardiani CSF-Faizanè.

## Palmarés
- 2022
  - 2.º no Campeonato Africano Contrarrelógio 
  - Campeonato Africano em Estrada

- 2023
  - 3.º no Campeonato Africano Contrarrelógio 
  - Campeonato Africano em Estrada 
  - Tour de Ruanda,[1] mais 2 etapas

## Resultados em Grandes Voltas e Campeonatos do Mundo
| Corrida            | Corrida            | 2020 | 2021 | 2022 | 2023 |
| ------------------ | ------------------ | ---- | ---- | ---- | ---- |
|                    | Giro d'Italia      | —    | —    | —    | 87.º |
|                    | Tour de France     | —    | —    | —    | —    |
|                    | Volta a Espanha    | —    | —    | —    | —    |
| Mundial em Estrada | Mundial em Estrada | —    | —    | Ab.  | —    |

—: não participa
Ab.: abandono